# باریو لوگان (سن دیگو)
باریو لوگان (به انگلیسی: Barrio Logan) یک منطقهٔ مسکونی در ایالات متحده آمریکا است که در سن دیگو واقع شده‌است. این محله واقع در جنوب مرکزی سن دیگو در ایالت کالیفرنیا با محله‌های ایست ویلج و ارتفاعات لوگان در شمال، شل تاون و ساوت کرست در شرق همچنین خلیج سن دیگو در جنوب غربی و شهر ملی در جنوب شرقی همسایه است. که در محدوده بین ایالتی ۵ مرز شمال شرقی را تشکیل می‌دهد.